# Regimiento de Caballería de Exploración 3
El Regimiento de Caballería de Exploración 3 "Coraceros Grl. Pacheco" (RC Expl 3) es una unidad de caballería del Ejército Argentino con asiento en el cuartel militar de Esquel, Provincia del Chubut, y dependiente de la IX Brigada Mecanizada "Cnel. Luis Jorge Fontana", en el marco de la 3.ª División de Ejército "Tte. Gral. Julio Argentino Roca".
El Regimiento 3 de Caballería fue creado el 1 de marzo de 1826. El núcleo de su organización se cimentó en sargentos y cabos del disuelto Regimiento de Granaderos a Caballo. La unidad se organizó con la misión de asistir a la guerra contra el Imperio brasileño, en la que al mando del Teniente Coronel Don Ángel Pacheco se destacó victoriosamente en los combates de Ombú, Ituzaingó y Camacuá, siendo empleados como elemento de definición por quien los comandaba.
Al finalizar la guerra, se le asignó la misión de proteger la frontera oeste de Buenos Aires y un año más tarde se disolvió. Recuperó la operatividad en 1862 para proteger la frontera interior en la localidad de Rojas. El Regimiento 3 de Caballería de Línea formó parte de los Ejércitos aliados en la Guerra de la Triple Alianza, destacándose su participación en los sangrientos enfrentamientos de Tuyutí, Humaitá, Curupaytí y Lomas Valentinas.
Participó de tres grandes expediciones (en 1833 con el Gobernador de Buenos Aires Juan Manual de Rosas; en 1876 con el Coronel Conrado Villegas; y en 1879 con el Presidente y Teniente General Julio A. Roca) contribuyentes al avance general de la frontera y ocupación efectiva del territorio nacional. Destacándose, por su coraje, en las campañas previas a la Conquista del desierto, al mando del Coronel Conrado Villegas pasando a ser leyenda como el mítico “3 de Fierro” montados en soberbios tordillos.
Dos décadas (de 1870 a 1876 y de 1885 a 1897) de árduo trabajo en la frontera lo hicieron indispensable por su coraje y eficacia. En reconocimiento a su valioso servicio fue designado escolta presidencial, función que no pudo cumplir por ser imprescindible en la línea de frontera. Fundó Trenque Lauquen y San Martín de los Andes, hoy importantes ciudades.
Desde 1907, guarneció las localidades de Concordia, Gualeguay y Gualeguaychú. En 1964 se estableció en la localidad de Esquel, donde se organizó montado a caballo con especialización en montaña. Tres años más tarde, en 1967, recibiría su actual nombre histórico, "Coraceros 'General Pacheco'", en honor a su valiente jefe en la Guerra del Brasil.
Tuvo el alto honor de participar en la Guerra de Malvinas, aportando las Secciones de Exploración “Águila y Cobra” con nueve vehículos de combate Panhard AML. Al ser los únicos vehículos blindados que la República Argentina desplegaría en el territorio insular, serían uno de los blancos más buscados por el fuego aéreo, naval y de la artillería británica. Soportando enormes privaciones combatieron valientemente, más allá de sus posibilidades, a pie y montados en sus vehículos en un duelo desigual hasta el final de la guerra.
En 2007, fue organizado, equipado e instruido para obtener información precisa y oportuna en el campo de combate, con capacidad para ejecutar operaciones de exploración y seguridad, con gran movilidad, flexibilidad y versatilidad; recibiendo la denominación de Regimiento de Caballería de Exploración 3 "Coraceros General Pacheco".
Hoy el Regimiento se encuentra comprometido con la localidad de Esquel, brindando apoyo solidario, cooperando con su bienestar; y consolidando día a día el lazo afectivo que lo une al pueblo esquelense. Su historia en tres guerras, 9 campañas y 26 combates; ganó para sus hombres la reputación de ser reconocidos como los Coraceros del Tres de Fierro.